# Liste von Rundfunkmuseen
Die Liste der Rundfunkmuseen gibt einen (unvollständigen) Überblick zu Rundfunkmuseen in aller Welt, geordnet nach Ländern und Regionen. Sie beinhaltet staatliche wie auch kleinere privat geführte Museen und erhebt keinen Anspruch auf Vollständigkeit. Die Sortierung erfolgt innerhalb der einzelnen Länder alphabetisch nach den Ortsnamen.

## Deutschland

### Baden-Württemberg
- Rundfunkmuseum „Manfred von Ardenne“[1] in Backnang
- Radiomuseum Hardthausen[2] in Hardthausen am Kocher

### Bayern
- Rundfunkmuseum Schloss Brunn bei Emskirchen
- Rundfunkmuseum Cham im ehemaligen Fernmeldeamt in Cham[3]
- Rundfunkmuseum Fürth
- Rundfunkmuseum Preßeck
- Radio- und Telefonmuseum Wertingen,[4]
- Rundfunkmuseum Weisbach[5] Oberelsbach-Weisbach

### Berlin
- Museum für Kommunikation

### Brandenburg
- Sender- und Funktechnikmuseum Königs Wusterhausen[6] in Königs Wusterhausen
- Rundfunkmuseum[7] in Neuruppin, Brandenburg
- Deutsches Rundfunkarchiv in Potsdam-Babelsberg
- Deutsches Rundfunk-Museum in Potsdam-Babelsberg
- Radios aus Zeiten von Oma und Opa,[8] Dauerausstellung im Kunstspeicher Friedersdorf[9] in Vierlinden-Friedersdorf
- Radiomuseum Berlin in Brandenburg[10] (Fred-Frohberg-Stiftung und Fördergesellschaft e. V. seit 2005) zur Zeit vier Ausstellungen in Werneuchen (Ortsteil Seefeld)

### Bremen
- Bremer Rundfunkmuseum
- 1. Privates Bremerhavener Rundfunkmuseum[11]

### Hessen
- Rundfunkmuseum in Frankfurt am Main[12]
- Radio-Museum Linsengericht[13] in Linsengericht

### Niedersachsen
- Celler Rundfunk Museum Nehrig[14]
- Norddeutsches Radiomuseum in Lamstedt

### Nordrhein-Westfalen
- Radio & Fernsehmuseum in Datteln
- Phono- und Radiomuseum in Dormagen
- Radiomuseum Duisburg
- Rundfunkmuseum Holtstiege[15] in Havixbeck
- RadioMuseum Köln
- Radio- und Telefonmuseum in Rheda-Wiedenbrück
- Radiomuseum Bocket in Waldfeucht, Bocket
- Radiomuseum Bad Laasphe

### Rheinland-Pfalz
- 1. Rundfunkmuseum Rheinland-Pfalz[16] in Münchweiler an der Alsenz

### Schleswig-Holstein
- Phonomuseum „Alte Schule“ in Holzdorf

### Sachsen-Anhalt
- Rundfunk- und Fernsehtechnikmuseum[17] in Hansestadt Werben (Elbe)

## Estland
- Eesti Ringhäälingumuuseum – Estnisches Rundfunkmuseum (in Türi, Estland)[18]

## Österreich
- Radiomuseum in Bad Tatzmannsdorf[19]
- RFM Rundfunkmuseum in St. Pölten[20]
- Radiomuseum Lustenau[21]
- Radiomuseum Innsbruck[22]
- Radiomuseum Hirschegg
- Phonomuseum Wien[23]
- Radiomuseum Grödig[24]

## Portugal
- Museu da Rádio in Lissabon (mit Exponaten zur Geschichte der Emissora Nacional)[25]
- Museu da Rádio e Televisão de Portugal (RTP) in Lissabon[26]

## Schweden

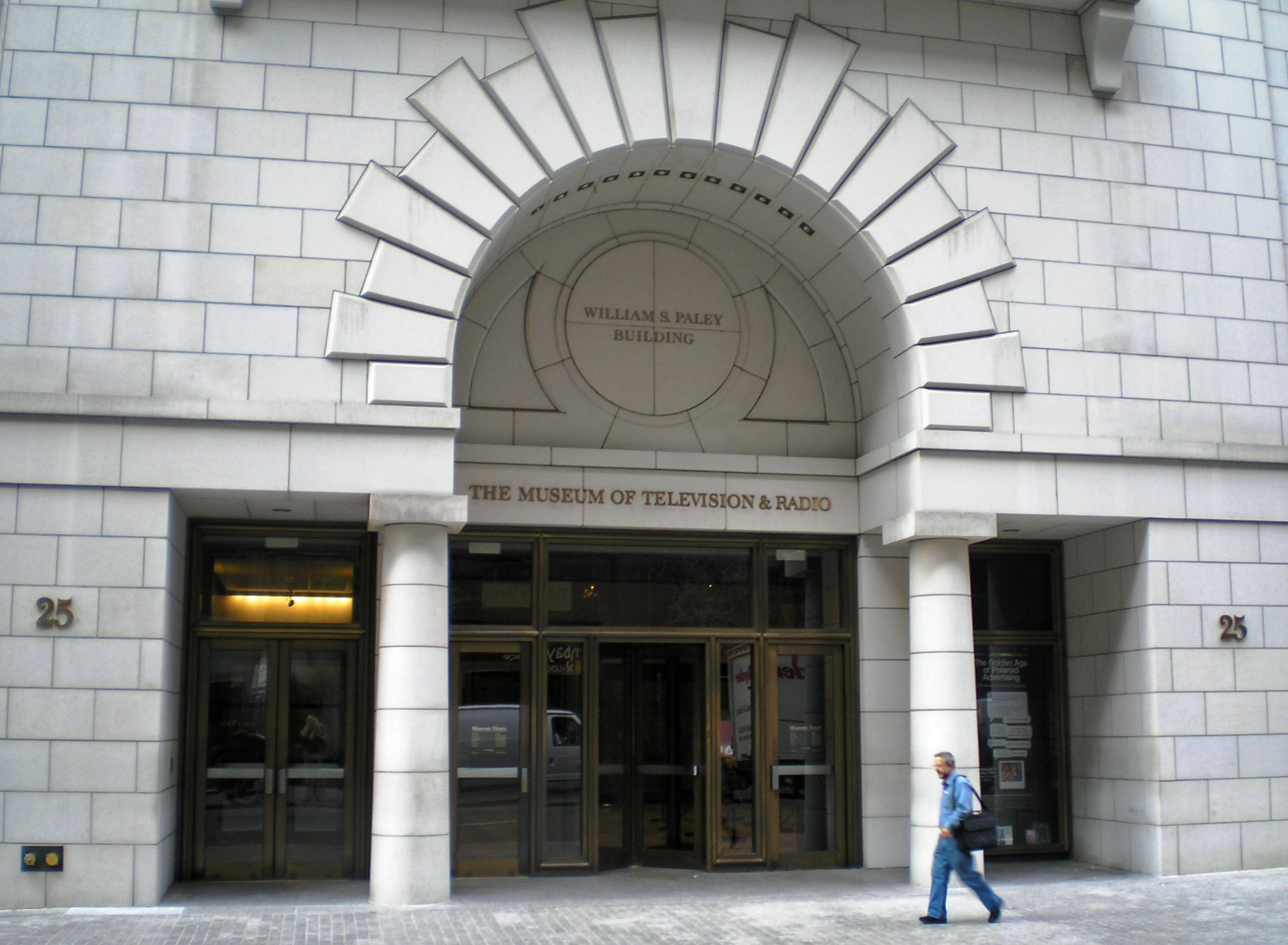
Das Museum of Television & Radio, New York (2006)

- Rundfunk-Museum in Motala[27]
- Radiomuseum in Jönköping[28]
- Längstwellensender Grimeton

## Schweiz
- Stiftung Radiomuseum Luzern, betreibt seit 2002 ein Online-Museum mit Forum[29]
- Radio-Museum in Winterthur, seit 2017 in Betrieb mit Foto-Datenbank[30]
- Radiomuseum Seger in Bischofszell, eröffnet 2023 mit Audio aus original Geräten[31]

## USA
- Das Paley Center for Media (ehemals: Museum of Television & Radio), New York und Los Angeles
- Das Museum of Broadcast Communications (MBC) in Chicago